# Groupe 4 des éliminatoires du Championnat d'Europe féminin de football 2013
Cet article donne les résultats des matchs du groupe 4 des éliminatoires de l'Euro 2013.

## Classement
| Rang | Équipe               | Pts | J | G | N | P | Bp | Bc | Diff |  | Résultats (▼ dom., ► ext.) |     |     |     |     |     |
| ---- | -------------------- | --- | - | - | - | - | -- | -- | ---- |  | -------------------------- | --- | --- | --- | --- | --- |
| 1    | France               | 24  | 8 | 8 | 0 | 0 | 32 | 2  | +30  |  | France                     |     | 2-0 | 4-0 | 4-0 | 5-0 |
| 2    | Écosse               | 16  | 8 | 5 | 1 | 2 | 21 | 12 | +9   |  | Écosse                     | 0-5 |     | 2-2 | 2-1 | 8-0 |
| 3    | Pays de Galles       | 10  | 8 | 3 | 1 | 4 | 12 | 14 | -2   |  | Pays de Galles             | 1-4 | 1-2 |     | 0-2 | 5-0 |
| 4    | République d'Irlande | 9   | 8 | 3 | 0 | 5 | 8  | 11 | -3   |  | République d'Irlande       | 1-3 | 0-1 | 0-1 |     | 2-0 |
| 5    | Israël               | 0   | 8 | 0 | 0 | 8 | 1  | 35 | -34  |  | Israël                     | 0-5 | 1-6 | 0-2 | 0-2 |     |

## Résultats et calendrier
| 1re journée                 | Israël  | 0 – 5   | France                                                            | Ness Ziona Stadium, Ness Ziona |                             |
| 14 septembre 2011 20:45 HEC |         | (0 - 1) | Eni 5e (csc) · Franco 62e · Abily 71e · Le Sommer 86e · Delie 87e | Arbitrage : Carina Vitulano    | Arbitrage : Carina Vitulano |
| 14 septembre 2011 20:45 HEC | Rapport |         |                                                                   | Arbitrage : Carina Vitulano    | Arbitrage : Carina Vitulano |

| 2e journée                  | Pays de Galles | 0 – 2   | République d'Irlande | Newport Stadium, Newport   |                            |
| 17 septembre 2011 19:00 HEC |                | (0 - 1) | O'Sullivan 27e 70e   | Arbitrage : Marina Mamaeva | Arbitrage : Marina Mamaeva |
| 17 septembre 2011 19:00 HEC | Rapport        |         |                      | Arbitrage : Marina Mamaeva | Arbitrage : Marina Mamaeva |

| 3e journée                  | République d'Irlande | 1 – 3   | France                                | Turners Cross, Cork                                          |                                                              |
| 22 septembre 2011 20:45 HEC | O'Gorman 90+2e       | (0 - 0) | Nécib 61e · Delie 68e · Le Sommer 72e | Spectateurs : 2 235 spectateurs Arbitrage : Simona Ghisletta | Spectateurs : 2 235 spectateurs Arbitrage : Simona Ghisletta |
| 22 septembre 2011 20:45 HEC | Rapport              |         |                                       | Spectateurs : 2 235 spectateurs Arbitrage : Simona Ghisletta | Spectateurs : 2 235 spectateurs Arbitrage : Simona Ghisletta |

| 4e journée                | Israël   | 1 – 6   | Écosse                                                                | Ness Ziona Stadium, Ness Ziona |                         |
| 12 octobre 2011 11:00 HEC | Lavi 35e | (1 - 2) | Ross 5e · Beattie 9e · Little 48e 57e · Lauder 69e · Ravitz 72e (csc) | Arbitrage : Ausra Kance        | Arbitrage : Ausra Kance |
| 12 octobre 2011 11:00 HEC | Rapport  |         |                                                                       | Arbitrage : Ausra Kance        | Arbitrage : Ausra Kance |

| 5e journée                | République d'Irlande       | 2 – 0   | Israël | Tallaght Stadium, Dublin |                         |
| 22 octobre 2011 16:00 HEC | O'Sullivan 74e · Grant 87e | (0 - 0) |        | Arbitrage : Petra Chudá  | Arbitrage : Petra Chudá |
| 22 octobre 2011 16:00 HEC | Rapport                    |         |        | Arbitrage : Petra Chudá  | Arbitrage : Petra Chudá |

| 22 octobre 2011 | Pays de Galles  | 1 – 4   | France                                                                 | Parc y Scarlets, Llanelli          |                                    |
| 19:00 HEC       | Jayne Ludlow 2e | (1 - 1) | 43e 74e Gaëtane Thiney · 67e Eugénie Le Sommer · 85e Marie-Laure Delie | Arbitrage : Anastasia Pustovoitova | Arbitrage : Anastasia Pustovoitova |
| 19:00 HEC       | Rapport         |         |                                                                        | Arbitrage : Anastasia Pustovoitova | Arbitrage : Anastasia Pustovoitova |

| 6e journée                | France                                                                  | 5 – 0   | Israël | Stade de l'Aube, Troyes                          |                                                  |
| 26 octobre 2011 20h45 HEC | Gaëtane Thiney 15e 37e 38e · Sonia Bompastor 22e (pen.) · Léa Rubio 90e | (4 - 0) |        | Spectateurs : 10 150 Arbitrage : Lina Lehtovaara | Spectateurs : 10 150 Arbitrage : Lina Lehtovaara |
| 26 octobre 2011 20h45 HEC | Rapport                                                                 |         |        | Spectateurs : 10 150 Arbitrage : Lina Lehtovaara | Spectateurs : 10 150 Arbitrage : Lina Lehtovaara |

| 27 octobre 2011 | Écosse                               | 2 – 2   | Pays de Galles                 | Tynecastle Stadium, Édimbourg |                          |
| 20h00 HEC       | Jane Ross 19e · Jennifer Beattie 44e | (2 - 2) | 4e Amie Lea · 26e Helen Lander | Arbitrage : Tanja Schett      | Arbitrage : Tanja Schett |
| 20h00 HEC       | Rapport                              |         |                                | Arbitrage : Tanja Schett      | Arbitrage : Tanja Schett |

| 7e journée                 | Israël  | 0 – 2   | Pays de Galles                     | Ness Ziona Stadium, Ness Ziona |                               |
| 20 novembre 2011 16h00 HEC |         | (0 - 1) | 8e Helen Lander · 88e Sophie Ingle | Arbitrage : Caroline De Boeck  | Arbitrage : Caroline De Boeck |
| 20 novembre 2011 16h00 HEC | Rapport |         |                                    | Arbitrage : Caroline De Boeck  | Arbitrage : Caroline De Boeck |

| 8e journée             | France                                 | 2–0   | Écosse | Stade Jules Deschaseaux, Le Havre |                           |
| 31 mars 2012 20h50 HEC | Gaëtane Thiney 64e · Wendie Renard 70e | (0-0) |        | Arbitrage : Jana Adámková         | Arbitrage : Jana Adámková |
| 31 mars 2012 20h50 HEC | Rapport                                |       |        | Arbitrage : Jana Adámková         | Arbitrage : Jana Adámková |

| 9e journée             | France                                       | 4 – 0   | Pays de Galles | Stade Michel-d'Ornano, Caen                                   |                                                               |
| 4 avril 2012 20h50 HEC | Elodie Thomis 9e 39e 50e · Camille Abily 80e | (2 - 0) |                | Spectateurs : 18 736 spectateurs Arbitrage : Pernilla Larsson | Spectateurs : 18 736 spectateurs Arbitrage : Pernilla Larsson |
| 4 avril 2012 20h50 HEC | Rapport                                      |         |                | Spectateurs : 18 736 spectateurs Arbitrage : Pernilla Larsson | Spectateurs : 18 736 spectateurs Arbitrage : Pernilla Larsson |

| 5 avril 2012 | Écosse                                 | 2 – 1   | République d'Irlande | Tynecastle Stadium, Édimbourg                               |                                                             |
| 20h00 HEC    | Rhonda Jones 86e · Christie Murray 87e | (0 - 1) | Denise O'Sullivan 4e | Spectateurs : 1 703 spectateurs Arbitrage : Katalin Kulcsár | Spectateurs : 1 703 spectateurs Arbitrage : Katalin Kulcsár |
| 20h00 HEC    | Rapport                                |         |                      | Spectateurs : 1 703 spectateurs Arbitrage : Katalin Kulcsár | Spectateurs : 1 703 spectateurs Arbitrage : Katalin Kulcsár |

| 10e journée       | Écosse | 8-0   | Israël | Tynecastle Stadium (Édimbourg) |                             |
| 16 juin 2012 15 h | Hayley Lauder 2e · Kim Little 6e 25e 45e · Megan Sneddon 9e · Joanne Love 15e · Jane Ross 28e · Rachel Corsie 83e | (7-0) |        | Arbitrage : Katalin Kulcsár    | Arbitrage : Katalin Kulcsár |
| 16 juin 2012 15 h | Rapport |       |        | Arbitrage : Katalin Kulcsár    | Arbitrage : Katalin Kulcsár |

| 16 juin 2012 | République d'Irlande | 0–1   | Pays de Galles   | Turners Cross (Cork)         |                              |
| 17 h         |                      | (0-0) | 71e Helen Lander | Arbitrage : Sofia Karagiorgi | Arbitrage : Sofia Karagiorgi |
| 17 h         | Rapport              |       |                  | Arbitrage : Sofia Karagiorgi | Arbitrage : Sofia Karagiorgi |

| 11e journée       | Pays de Galles                                                            | 5-0   | Israël | Racecourse Ground (Wrexham)       |                                   |
| 20 juin 2012 18 h | Natasha Harding 3e 28e 36e · Sarah Wiltshire 50e · Hannah Keryakoplis 72e | (3-0) |        | Arbitrage : Karolina Radzik-Johan | Arbitrage : Karolina Radzik-Johan |
| 20 juin 2012 18 h | Rapport                                                                   |       |        | Arbitrage : Karolina Radzik-Johan | Arbitrage : Karolina Radzik-Johan |

| 21 juin 2012 | République d'Irlande | 0–1   | Écosse            | Turners Cross (Cork)      |                           |
| 20h30 HEC    |                      | (0-1) | 25e Rachel Corsie | Arbitrage : Teodora Albon | Arbitrage : Teodora Albon |
| 20h30 HEC    | Rapport              |       |                   | Arbitrage : Teodora Albon | Arbitrage : Teodora Albon |

| 12e journée       | Pays de Galles | –   | Écosse |  |  |
| 15 septembre 2012 |                | (-) |        |  |  |

| 15 septembre 2012 | France | –   | République d'Irlande |  |
|                   |        | (-) |                      |  |

| 13e journée       | Écosse | –   | France |  |  |
| 19 septembre 2012 |        | (-) |        |  |  |

| 19 septembre 2012 | Israël | –   | République d'Irlande |  |
|                   |        | (-) |                      |  |